# As-Sálih Ismaíl
as-Sálih Ismaíl al-Malik (as-Sálih – zbožný, al-Malik – král; 1163–1181) byl syn damašského sultána Núr ad-Dína, který roku 1174 po Núr ad-Dínové smrti nastoupil v jedenácti letech na trůn. Protože byl as-Sálih ještě nezleilý dostal se pod vliv eunucha Gumuštugina, který mladého krále odvedl do Aleppa, zatímco Núr ad-Dínovi vojevůdci začali soupeřit o vliv na vládu. Mezitím se Núr ad-Dínův vazal v Egyptě, sultán Saladin osamostatnil, i když stále vystupoval jako as-Sálihův sluha. Saladin chtěl ovládnout také Sýrii a ještě roku 1174 obsadil Damašek a prohlásil se as-Sálihovým regentem. O dva roky později se pokusil porazil v bitvě Zengíovce a pokusil se dobýt Aleppo. Město mu však díky podpoře jeruzalémských křižáků odolalo. Saladin se však oženil s Núr ad-Dínovou vdovou Ismat ad-Dín Kátún a prohlásil se vládcem Sýrie. As-Sálih zemřel roku 1181.
Podle křižácké legendy byla as-Sálihovou matkou sestra hraběte Bertranda z Toulouse, která byla Núr ad-Dínem zajata po fiasku druhé křížové výpravy. Podobná legenda se vztahovala i na as-Sálihova děda a zakladatele rodu Zengího.